# NCIS: New Orleans
NCIS: New Orleans is de tweede spin-off van de Amerikaanse televisieserie NCIS. De eerste aflevering werd in de Verenigde Staten uitgezonden op 23 september 2014. In Nederland was de serie te zien vanaf november 2014 en in België vanaf oktober 2016.
De reeks eindigde na zeven seizoenen in 2021.

## Rolverdeling

### Hoofdrollen
| Acteur                | Personage                   | Functie                                                |
| --------------------- | --------------------------- | ------------------------------------------------------ |
| Scott Bakula          | Dwayne Cassius "King" Pride | Special Agent in Charge                                |
| Lucas Black           | Christopher LaSalle         | Senior Special Agent (seizoen 1-6)                     |
| Zoe McLellan          | Meredith "Merri" Brody      | Special Agent (seizoen 1 en 2)                         |
| CCH Pounder           | Loretta Wade                | Schouwarts                                             |
| Rob Kerkovich         | Sebastian Lund              | Forensisch specialist en lab-assistent van dokter Wade |
| Daryl Mitchell        | Patton "Triple P" Plame     | Computerspecialist                                     |
| Shalita Grant         | Sonja Percy                 | Special Agent (seizoen 2-4), eerder bij de ATF         |
| Vanessa Ferlito       | Tammy Gregorio              | Special Agent (seizoen 3-7), eerder bij de FBI         |
| Necar Zadegan         | Hannah Khoury               | Special Agent en waarnemend teamleider (seizoen 5-7)   |
| Charles Michael Davis | Quentin Carter              | Special Agent (seizoen 6-7)                            |

### Bijrollen
| Acteur               | Personage                 | Functie                                               |
| -------------------- | ------------------------- | ----------------------------------------------------- |
| Mike R. Moreau       | Jefferson Parish          | Politieagent NOPD                                     |
| Shanley Caswell      | Laurel Pride              | Dochter van Pride                                     |
| Chelsea Field        | Rita Deveraux             | Assistent openbaar aanklager en reservecommandant JAG |
| Martin Bats Bradford | Ross P.                   |                                                       |
| Rocky Carroll        | Leon Vance                | Directeur van NCIS                                    |
| Mark Harmon          | Special Agent LJ Gibbs    | Special Agent en teamleider Washington                |
| Steven Weber         | Douglas Hamilton          | Burgemeester van New Orleans                          |
| Derek Webster        | Raymond Isler             | Assistent-directeur FBI                               |
| Christopher Meyer    | Danny Malloy              | Oudste pleegzoon van Loretta Wade                     |
| Jason Alan Carvell   | Jimmy Boyd                | Prides halfbroer                                      |
| Stacy Keach          | Cassius Pride             | Vader van Dwayne en Jimmy                             |
| Amy Rutberg          | Megan Sutter / "de Engel" |                                                       |
| Ellen Hollman        | Amelia Parsons            |                                                       |
| Tom Arnold           | Elvis Bertrand            |                                                       |
| Amanda Warren        | Zahra Taylor              | Burgemeester van New Orleans                          |
| Hal Ozsan            | Ryan Porter               | Hannah's ex                                           |
| Venus Ariel          | Naomi Porter              | Hannah's dochter                                      |

## Afleveringen
De personages werden in een tweedelige aflevering van NCIS geïntroduceerd. Dit waren de afleveringen Cresent City, deel 1 en 2 (aflevering 18 en 19 van het elfde seizoen). Deze twee afleveringen gelden eveneens als pilot.